# Eudonia atmogramma
Eudonia atmogramma là một loài bướm đêm trong họ Crambidae.